# 圣维克托德克雷蒂安维尔
圣维克托-德克雷蒂安维尔（法語：Saint-Victor-de-Chrétienville，法語發音：[sɛ̃ viktɔʁ də kʁetjɛ̃vil]）是法国厄尔省的一个市镇，属于贝尔奈区。

## 地理
圣维克托-德克雷蒂安维尔（49°4'25"N, 0°31'1"E）面积5.81 平方千米，位于法国诺曼底大区厄尔省，该省份为法国北部内陆省份，北起滨海塞纳省，西接奧恩省和卡爾瓦多斯省，南至厄尔-卢瓦省，东临瓦兹省、瓦兹河谷省和伊夫林省。

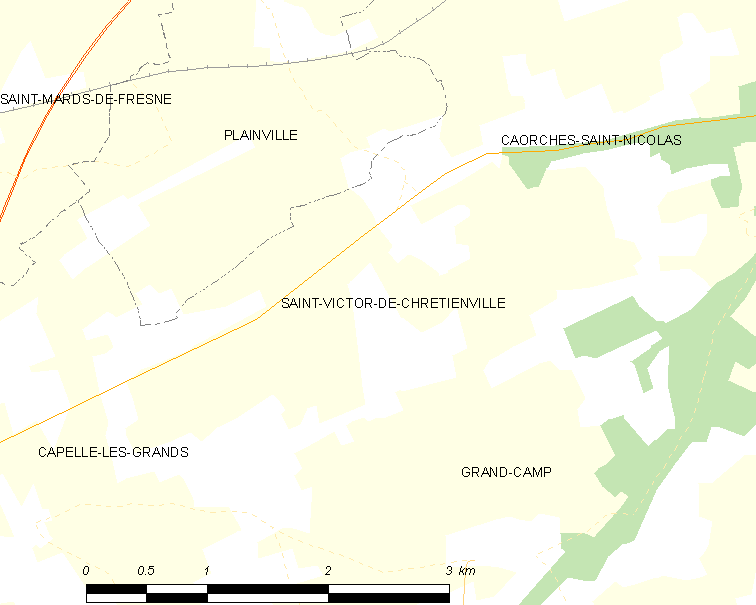
圣维克托-德克雷蒂安维尔的OSM定位图

与圣维克托-德克雷蒂安维尔接壤的市镇（或旧市镇、城区）包括：普兰维尔、卡奥尔什-圣尼古拉、格朗康、卡佩勒莱格朗。
圣维克托-德克雷蒂安维尔的时区为UTC+01:00、UTC+02:00（夏令时）。

## 行政
圣维克托-德克雷蒂安维尔的邮政编码为27300，INSEE市镇编码为27608。

## 政治
圣维克托-德克雷蒂安维尔所属的省级选区为贝尔奈县。

## 人口
圣维克托-德克雷蒂安维尔于2022年1月1日时的人口数量为439人。

1962-2008年间圣维克托-德克雷蒂安维尔人口变化图示